# 星际旅行行星等级列表
本条目介绍的是《星际迷航》系列科幻作品中虚构的星际舰队及一些其他文明所使用的行星分类标准。
《星际迷航》系列电影和电视剧中，共出现过D、H、J、K、L、M、N、T、Y，9个等级的行星。在《星际旅行：星图》（Star Trek: Star Charts，下面简称《星图》）一书中，还给出了更多类别的行星，比如P级或A级，在此同样列出。
现实宇宙中的热木星、冥府行星等行星类别，由于发现较晚，未能收录进《星际迷航》的宇宙中。